# Жирково (Московская область)
Жирково — деревня в Дмитровском районе Московской области, в составе Сельского поселения Большерогачёвское. Население — 1 чел. (2010). До 2006 года Жирково входило в состав Покровского сельского округа.

## Расположение
Деревня расположена в западной части района, примерно в 28 км северо-западнее Дмитрова, на водоразделе Сестры и Яхромы, высота центра над уровнем моря 147 м. Ближайшие населённые пункты — Нечаево на юго-западе, Софрыгино на юге и Безбородово на юго-востоке.

## Население
| 2002 | 2006 | 2010 |
| ---- | ---- | ---- |
| 2    | ↘1   | →1   |